# マルクス・リウィウス・サリナトル
マルクス・リウィウス・サリナトル（ラテン語: Marcus Livius Salinator、生没年不詳）は、第二次ポエニ戦争期の共和政ローマの政治家、軍人。執政官を2度務め、ケンソルにも就任した。

## 概要
リウィウスの名が最初に記録に出てくるのは紀元前219年、執政官としてルキウス・アエミリウス・パウッルスとともに選ばれた時である。そしてイリュリアに対して遠征を遂行、しかしカルタゴに対する作戦において略奪品の不正があり告発され、ローマに戻ると法廷に立たされ有罪とされた。
執政官を辞した後は政治生活から離れた隠遁状態にあったが、紀元前210年に政界復帰、紀元前207年には再び執政官に任命される。そしてガイウス・クラウディウス・ネロとともにメタウルスの戦いでハンニバルの弟ハスドルバルを破り、戦死させた。そしてローマに帰還するとネロとともに紀元前206年、凱旋式の敢行を許される。そして紀元前206年から紀元前205年にかけてエトルリア地方を死守、第二次ポエニ戦争終了時にはガリア・キサルピナの防衛を担っていた。
その後彼は再びクラウディウス・ネロとともにケンソルに就任、しかしネロと塩税で対立、激しく口論した。この「塩」（salis）から「サリナトル」という名が来て、彼の子孫はこの名を名乗ることとなった。

## 経歴

### 1度目の執政官
紀元前219年、パロスのデメトリウスがイリュリア侵攻の動きを見せたため、両執政官は出征し、おとり部隊を使って油断を誘いイリュリア軍を倒した。パロスに逃れたデメトリウスを追撃しこれを落としたものの、デメトリウスは更にマケドニアへと逃れていた。だがピリッポス5世とうまくいかず、イリュリアに戻ったところを捕まり処刑された（第二次イリュリア戦争）。両執政官は凱旋式を挙行したという。
翌紀元前218年、カトゥルスの時代カルタゴと交わした条約にハンニバルが違反したため、カルタゴに使節団が派遣されたが、この中の一人にリウィウスが選ばれている。交渉は物別れに終わり、宣戦が布告された。
リウィウスは一度目の執政官時代の後、弾劾されており、それを屈辱と感じた彼は田舎に引きこもっていたが、パトリキ側の有力候補ガイウス・ネロが血気盛んであったため、そのブレーキ役としてリウィウスが思い出された。引きこもって8年、みすぼらしい格好をした彼は屈辱を忘れておらず、ケンソルのルキウス・ピロとプブリウス・クラッススの二人は彼に身なりを整えさせ元老院へといざなった。終始無言のリウィウスだったが、親族が弾劾されたため弁護に立ち、その演説を聴いた議員たちは、無実の男に罪を着せてしまった過ちに気がついたという。一度罪を着せておきながら再度登用する元老院の矛盾を責めるものはいたが、大多数の支持によってリウィウスは政界復帰した。

### 2度目の執政官
2度目の執政官に就任したリウィウスは屈辱を受けた原因は同僚ネロの告発だと思っており、両人はひどく罵り合ったため、元老院が和解の勧告をせねばならぬほどだったという。彼らのうち一人はブルッティウム（現カラブリア州）でハンニバルに対応し、もう一人はアルプスを越えようとしているハスドルバルに対応することが決定された。リウィウスはハスドルバルに対することとなったが、自分に割り当てられた軍の質に納得いかず、奴隷の志願兵を募集するなどして再編成した。更にヒスパニアのプブリウス・スキピオから1万強、シキリアからは弓兵と投石器部隊3000が増援として送られた。
出征前、クィントゥス・マクシムスから、敵をよく見定めてから攻撃するよう忠告されたリウィウスは、会敵しらた即戦うと答えた。どうしてそのように焦るのかと尋ねられると、「敵を倒して栄誉を得るか、同僚の敗北で喜びを得るかです」と答えたという。

### メタウルスの戦い
ハスドルバルはアルプスを越えプラケンティアを包囲すると、ハンニバルに密使を送った。ウンブリア州で合流する計画だったが、この密使がネロの部隊に捕まった。ネロはそれぞれの執政官が個別に敵に対応する今の状況はまずいことを元老院に訴え、強行軍のサポートを各地方に準備させた。7000の精兵を引き抜き、残りの部隊でカルタゴの拠点に陽動をかけることを決めると、リウィウスの駐屯するセナへ向かって出発した。
ネロは事前にリウィウスと連絡を取り合い、増援到着を敵に知られないため、夜合流することになった。合流した彼らは作戦会議を行い、敵を偵察しネロの部隊の休養を待ってから攻撃すべきとの意見が出たが、ネロは敵に時間を与え合流の機会を作るべきでないと即時攻撃を訴え、メタウルスの戦いが始まった。
この戦いではリウィウスは堂々と前進し勇敢に戦ったという。カルタゴ軍の損害1万に対し、ローマも2000の兵を失ったが勝利した。この勝利の報がローマに届いたとき、最初信じられなかったが、続報が届くと街は大きな喜びに包まれた。2人の執政官は一緒にローマ入りすることを決め、歓呼の声で迎えられた彼らは凱旋式挙行の栄誉をえた。勝利はリウィウスの担当地で、リウィウスの指揮権がある日に得られたため、彼が先頭のクアドリガに乗り、ネロは騎乗して凱旋したが、ネロの功績を讃える声が大きかったという。

### プロコンスル
次の年の政務官選挙は独裁官が管理することが決定され、ネロはリウィウスを独裁官に選んだ。選挙が終わるとリウィウスはプロコンスルとして奴隷2個軍団を率いてエトルリアを担当することが決まった。
紀元前205年、マゴの動きに対応するため、リウィウスはアリミヌムへの移動が命じられ、プラエトルのルクレティウスと合流した。翌年も二人にはマゴからアリミヌム周辺地域の守備が命じられた。

### ケンソル
紀元前204年、リウィウスは元同僚ガイウス・ネロと共にケンソルに就任した。彼らは今まで高位政務官を務めたことのない7名を元老院から除名し、クィントゥス・マクシムスをプリンケプス・セナトゥスに指名した。公共事業契約をチェックし、新たに塩税がかけられた。ローマでは価格は統制されたが、地方では高値で売ることが出来た。
続いてエクィテス名簿が改訂されたが、ネロは突然リウィウスに公有馬を取り上げる譴責を行った。リウィウスもネロに対し、自分の無実の罪に対して虚偽の証言を行い、かつ元老院の勧告を無視したとして公有馬を取り上げると、ネロはリウィウスをアエラリイ（市民としての義務を剥奪された屈辱的な地位）へ落とした。リウィウスは報復に、35あるトリブス（選挙区）のうち34を、彼の無実の罪を有罪としたこと、有罪にしておきながら自分を執政官やケンソルに選出したとして丸ごとアエラリイに落とした。このことはさすがに市民には不評だったが、それを利用して名を揚げようとする護民官の弾劾は元老院に阻止された。